# Polaris Slingshot
Pour l’article homonyme, voir Dodge Slingshot.
Le Polaris Slingshot (littéralement « lance-pierre » en anglais) est un véhicule motorisé à trois roues (deux à l'avant, une à l'arrière) construit et vendu par Polaris. D'un poids de 790 kg, il possède un moteur avec quatre cylindres en ligne de 2,4 litres dérivé du GM Ecotec (en), utilisé anciennement dans les modèles Pontiac Solstice et Saturn Sky (en).
Il s'agit d'un concurrent direct du Can-Am Spyder de Bombardier Produits récréatifs et du Campagna T-Rex.

## Caractéristiques
- Le Slingshot a deux roues à l'avant et la propulsion est sur la roue arrière[3].
- Moteur : quatre cylindres en ligne de 2 384 cm3 refroidi par liquide, développant 173 ch.
- Transmission : cinq rapports, entraînement final par courroie.
- Poids (avec plein d'essence et de liquides) : 782 kg.
- Freins : deux disques à l'avant et un disque à l'arrière, tous avec système anti-blocage des roues.
- Pneus : 205/50 R17 (SL : 225/45 R18) à l'avant et 265/35 R18 (SL : 255/35 R20) à l'arrière.